# Goran Prpić
Goran Prpić (Zagreb, 4 de maio de 1964) é um ex-tenista profissional croata.
Foi o primeiro campeão do ATP de Umago.

## ATP Títulos

### Simples (1)
| N. | Data         | Torneio          | Piso   | Oponente         | Placar        |
| 1. | 14 Maio 1990 | Umag, Iugoslávia | Saibro | Goran Ivanišević | 6–3, 4–6, 6–4 |

### Duplas (1)
| N. | Data          | Torneio         | Piso   | Parceiro           | Oponentes                   | Placar        |
| 1. | 6 Agosto 1990 | Sanremo, Itália | Saibro | Mihnea-Ion Năstase | Ola Jonsson Fredrik Nilsson | 3–6, 7–5, 6–3 |